# Mardoqueo Henríquez
José Mardoqueo Henríquez Dubón (ur. 24 maja 1987 w Jutiapie) – salwadorski piłkarz występujący na pozycji środkowego obrońcy, obecnie zawodnik Águili.

## Kariera klubowa
Henríquez rozpoczynał swoją grę w piłkę w akademiach juniorskich w swoim rodzinnym departamencie Cabañas, zaś pierwszy profesjonalny kontrakt podpisał jako szesnastolatek z drugoligowym klubem El Roble de Ilobasco. Jego barwy reprezentował przez rok, po czym przeszedł do występującego w najwyższej klasie rozgrywkowej zespołu CD FAS z siedzibą w mieście Santa Ana. Tam szybko wywalczył sobie miejsce w wyjściowej jedenastce i już w swoim debiutanckim sezonie w Primera División de Fútbol Profesional, Apertura 2004, zdobył ze swoją ekipą tytuł mistrza Salwadoru. Osiągnięcie to powtórzył również pół roku później, podczas wiosennych rozgrywek Clausura 2005. W sezonie Clausura 2006 zanotował za to wicemistrzostwo kraju, a pół roku później, w rozgrywkach Apertura 2006, po raz kolejny osiągnął tytuł wicemistrzowski. Sukces ten odnosił w barwach FAS jeszcze kilkakrotnie; trzeci raz w jesiennych rozgrywkach Apertura 2007, a czwarty w sezonie Clausura 2008. Swoje trzecie mistrzostwo Salwadoru wywalczył za to w sezonie Apertura 2009. Piąty raz wicemistrzem kraju został podczas wiosennego sezonu Clausura 2011, który był zarazem jego ostatnim w barwach FAS.
Latem 2011 Henríquez przeszedł do drużyny CD Águila z siedzibą w San Miguel. Tam z miejsca został pewnym punktem defensywy i podczas sezonu Clausura 2012 zdobył czwarty w swojej karierze tytuł mistrzowski.

## Kariera reprezentacyjna
W seniorskiej reprezentacji Salwadoru Henríquez zadebiutował po kilku latach występów w kadrach młodzieżowych, za kadencji meksykańskiego selekcjonera Carlosa de los Cobosa, 7 października 2006 w przegranym 0:1 meczu towarzyskim z Panamą. W 2007 roku znalazł się w składzie na Złoty Puchar CONCACAF, gdzie pełnił rolę podstawowego defensora swojej drużyny, rozgrywając wszystkie trzy mecze od pierwszej do ostatniej minuty, jednak jego kadra zakończyła swój udział w turnieju już w fazie grupowej. Regularnie notował również występy podczas eliminacji do Mistrzostw Świata 2010, kiedy to sześciokrotnie pojawiał się na boiskach, lecz Salwadorczycy nie zdołali ostatecznie zakwalifikować się na mundial. W 2009 roku został powołany na kolejny Złoty Puchar CONCACAF, gdzie podobnie jak poprzednio wystąpił we wszystkich trzech spotkaniach, a jego drużyna tak jak przed dwoma laty nie zdołała wyjść z grupy. W 2011 roku wziął udział w rozgrywkach Copa Centroamericana, podczas których pozostawał jednak rezerwowym swojej kadry i zagrał tylko w jednym meczu, a prowadzona przez José Luisa Rugamasa salwadorska drużyna zajęła ostatecznie czwarte miejsce w turnieju.
Henríquez zanotował również dwa występy podczas eliminacji do Mistrzostw Świata 2014, które jednak ponownie zakończyły się niepowodzeniem dla Salwadorczyków. W 2013 roku znalazł się w ogłoszonym przez szkoleniowca Agustína Castillo składzie na kolejny turniej Copa Centroamericana; na kostarykańskich boiskach był podstawowym graczem swojej drużyny i wystąpił we wszystkich czterech meczach od pierwszej do ostatniej minuty, zaś jego reprezentacja poprawiła swoje osiągnięcie sprzed dwóch lat i zajęła ostatecznie trzecie miejsce.